# Kloß
Los Klöße ([ˈkløːsɘ], plural de Kloß [kloːs], 'bola' en alemán), también Knödel ([ˈknøːdɘl] en alemán de Austria) o Klopse (si la masa es de carne), es una comida típica de la cocina de Alemania del sureste, de la cocina de Austria, de la cocina de Bohemia y del Tirol del Sur (Alto Adigio), y en general también en la comida asquenazí. Se hacen de una masa compuesta de diferentes ingredientes. Lo que tienen en común los diferentes tipos es que se cuecen en agua con sal y que tienen forma redondeada. En algunas recetas se suele poner en el interior de la bola un trozo de pan tostado, unas frutas, carne u otros alimentos. Los Klöße se suelen servir como plato principal, como un acompañamiento, en una sopa o incluso (si son dulces) como postre.  Coloquialmente en Austria y en el Tirol del Sur las escuelas de ocupación doméstica se denominan Knödelakademie ('Academias de Knödel').

## Variantes

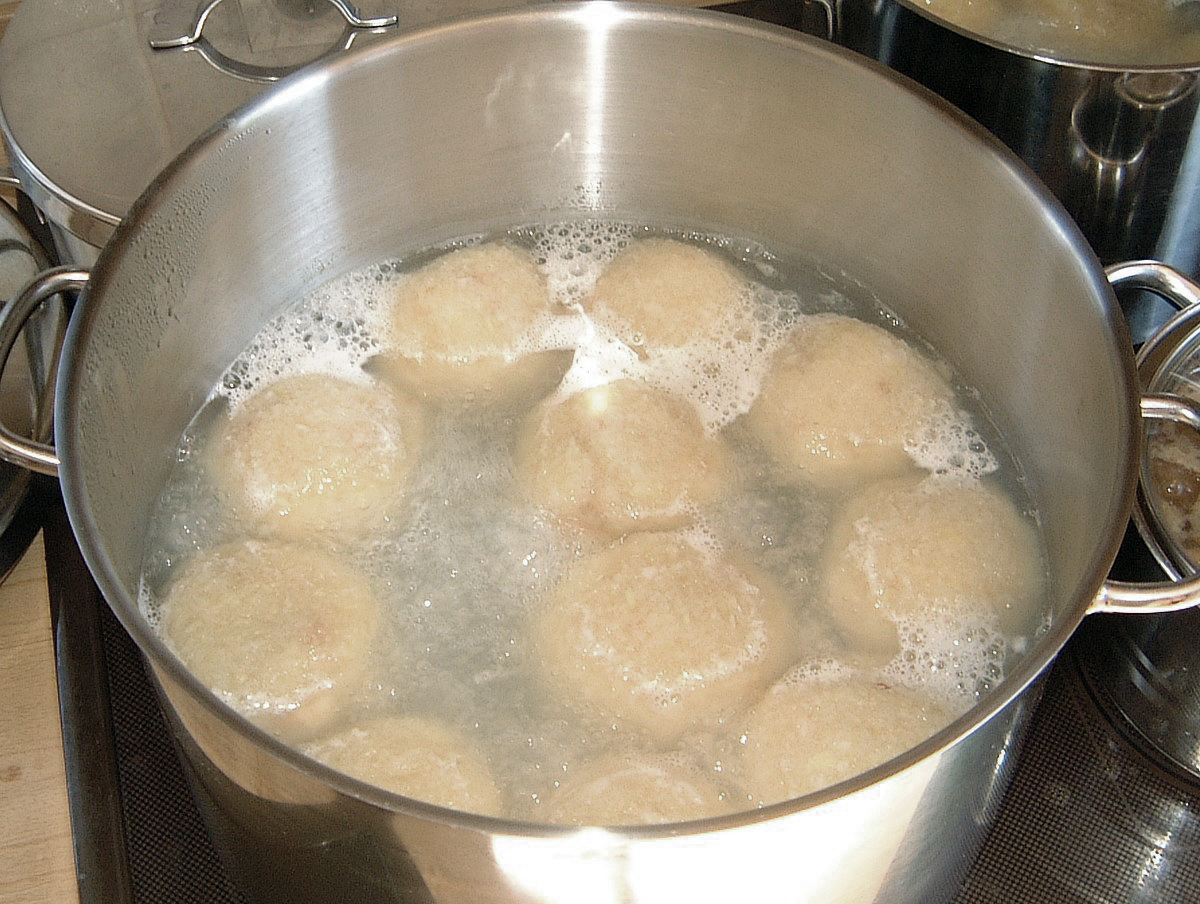
Preparación de unas bolas de patata (Kartoffelknödel) típicas de Baviera

Los Klöße, Knödel o Klößchen (diminutivo de Kloß) existen en diferentes tipos y las variantes dependen fundamentalmente del ingrediente con que se preparan: 
- Patata (Kartoffeln): Kartoffelklöße, Thüringer Klöße (crudas o sin cocción), Schlesische Klöße (elaboradas con patatas cocidas), los gnocchi, los Marillenknödel, Zwetschkenknödel, Mohnknödel.
- Pan (Brot): elaborados con pan atrasado procedente de los BrötchenBrötchen y pueden ser los SemmelknödelSemmelknödel, ServiettenknödelServiettenknödel, KäseknödelKäseknödel
- Semolina: Grießklößchen.
- Harina: GermknödelGermknödel, Dampfnudeln, ApfelknödelApfelknödel, Fränkische Mehlklöße, KlütenKlüten, HefeklößeHefeklöße, Schlesische Mehlklöße, Buchweizenknödel.
- Queso quark/Topfen: TopfenknödelTopfenknödel, MarillenknödelMarillenknödel, Zwetschkenknödel.
- Carne: En este caso son muy similares a las albóndigas y se tienen las Königsberger Klopse, SaumaisenSaumaisen, Frikadellen (también denominadas Buletten o Fleischpflanzerl), LeberknödelLeberknödel, MarkklößchenMarkklößchen, Blutknödel.

Otras variantes se elaboran con mezclas de estos ingredientes, por ejemplo: Böhmische Knödel, Tiroler Pressknödel, Heidenknödel, Thüringer Aschklöße, Sächsische Wickelklöße, Klosterneuburger Knödel, Lausitzer Klöße, Pilzknödel, Holsteiner Buchweizenklöße y muchos otros.

## Galería

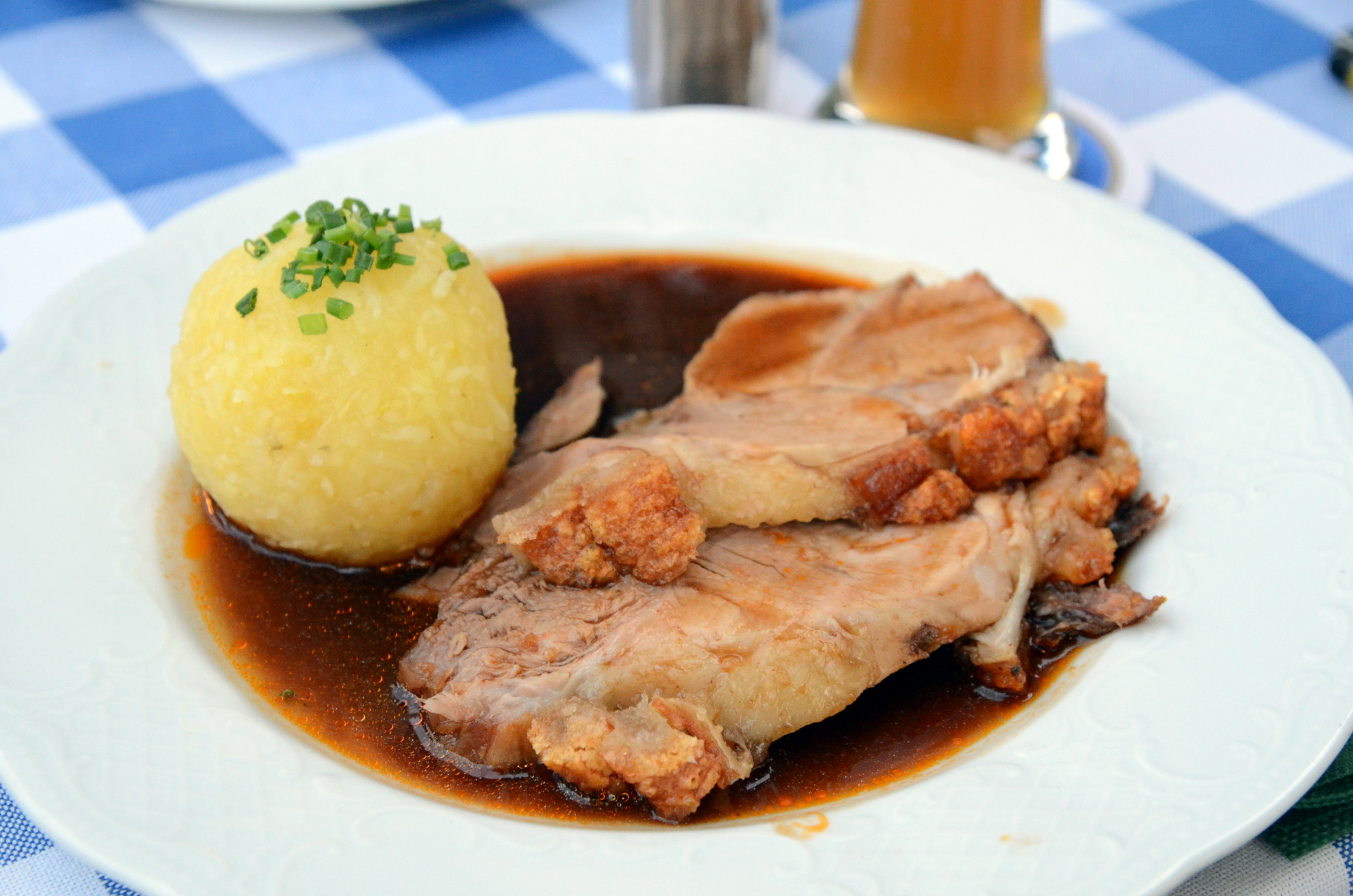
Kartoffelknödel con Schweinsbraten
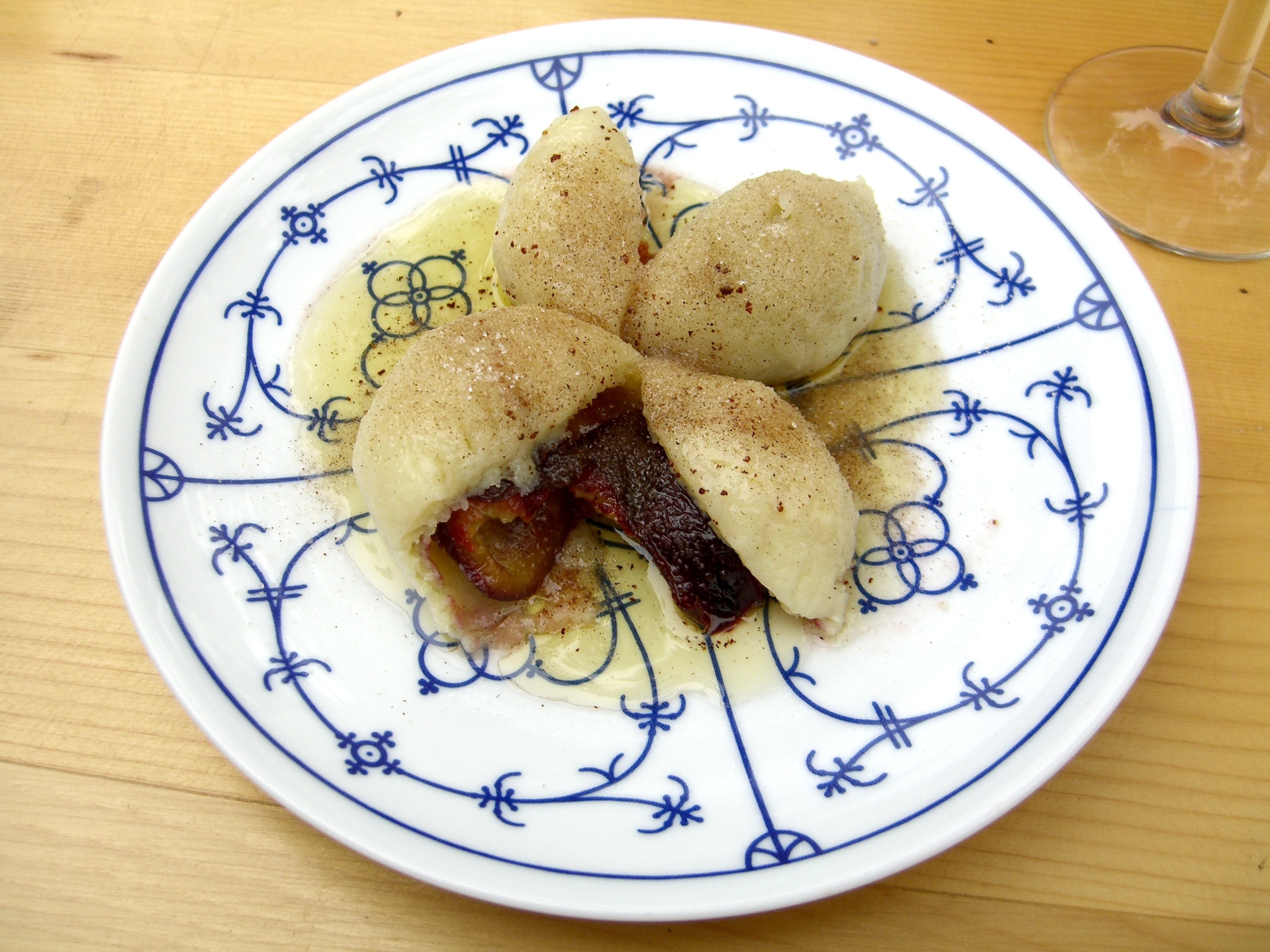
Albóndigas de ciruela (Knedle)
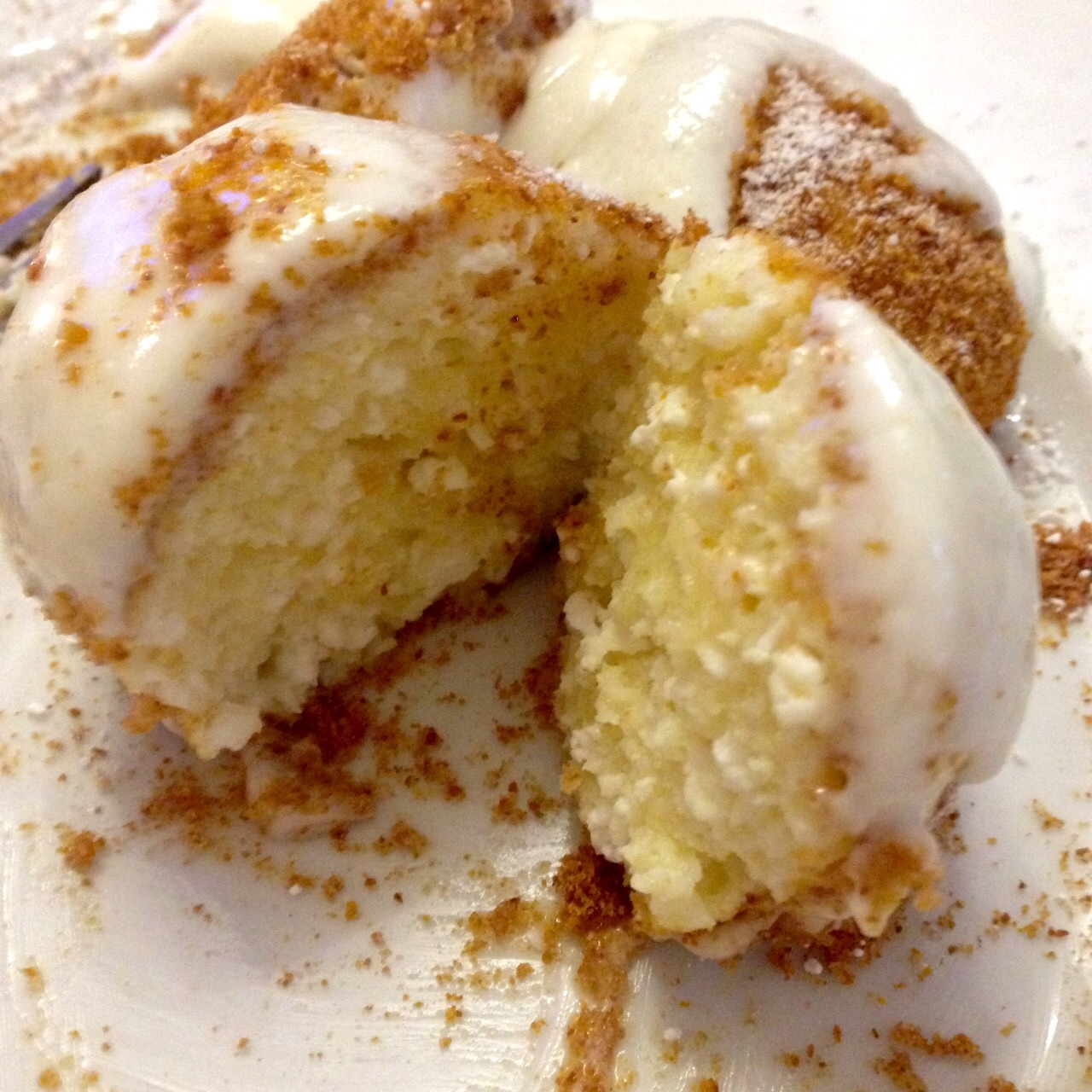
Túrógombóc húngaro, elaborado con harina de sémola y túró (requesón), rebozado en pan rallado y servido con crema agria y azúcar.
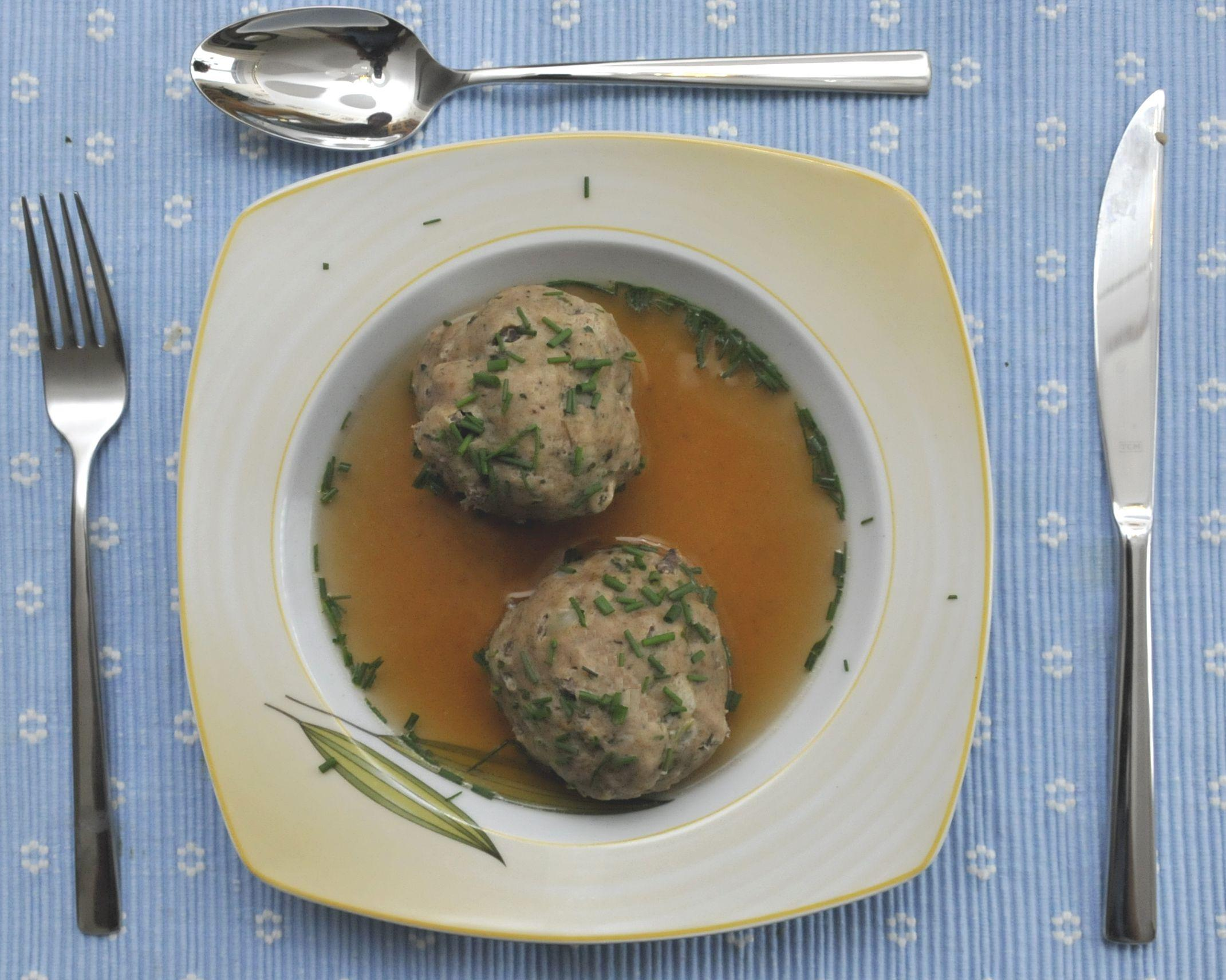
Leberknödelsuppe (albóndigas de hígado en caldo de res)
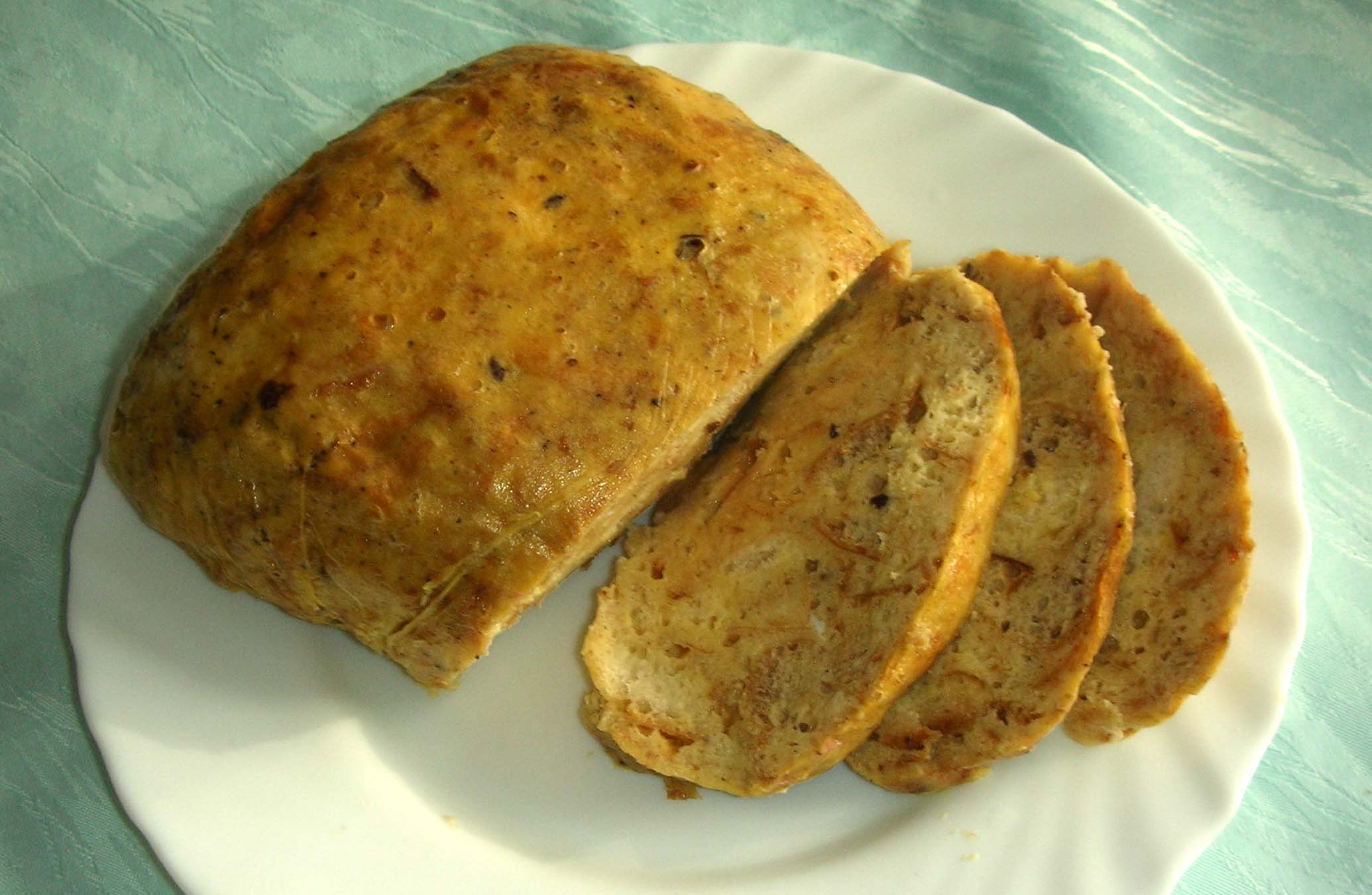
Serviettenkloß
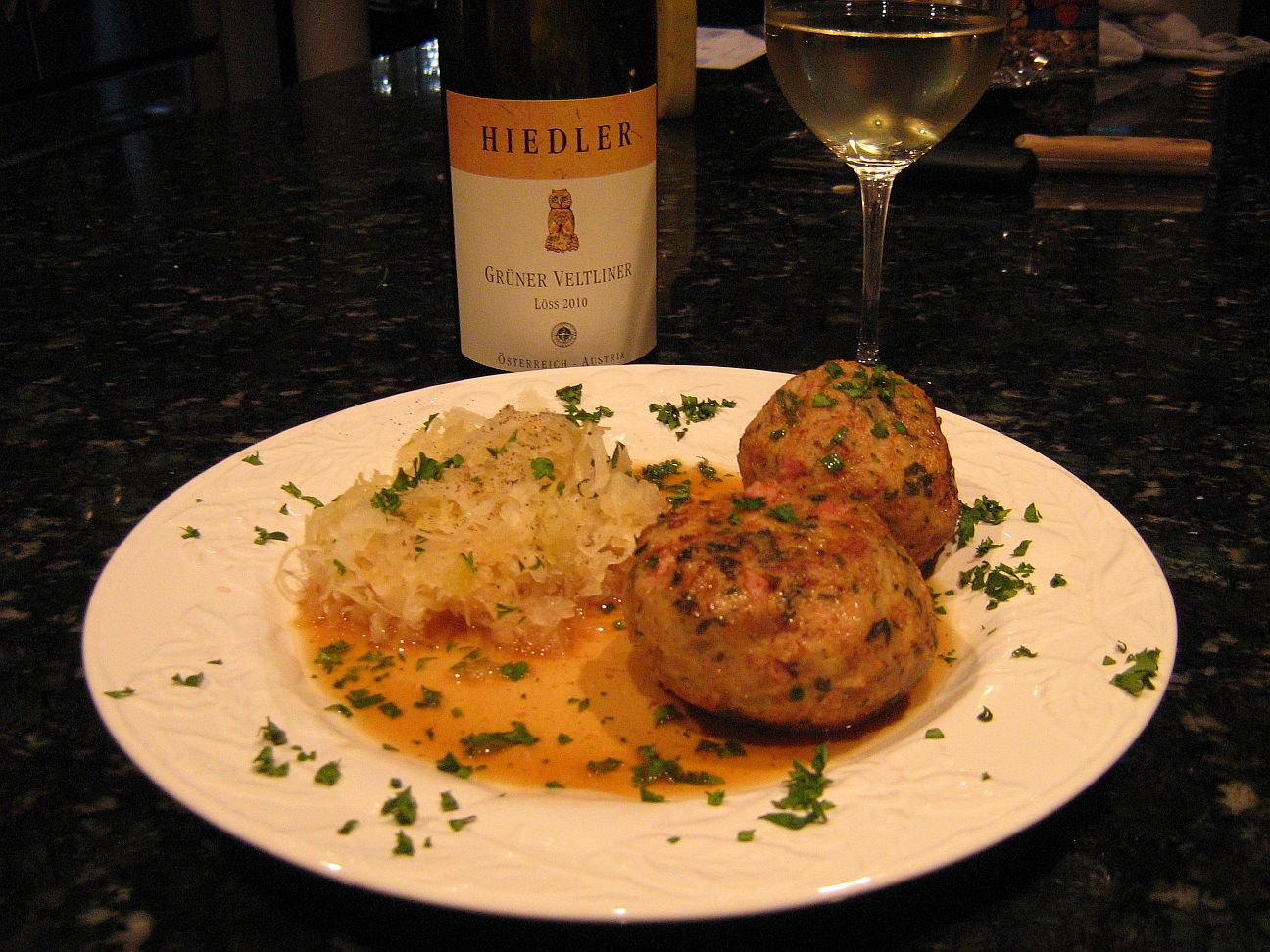
Speckknödel
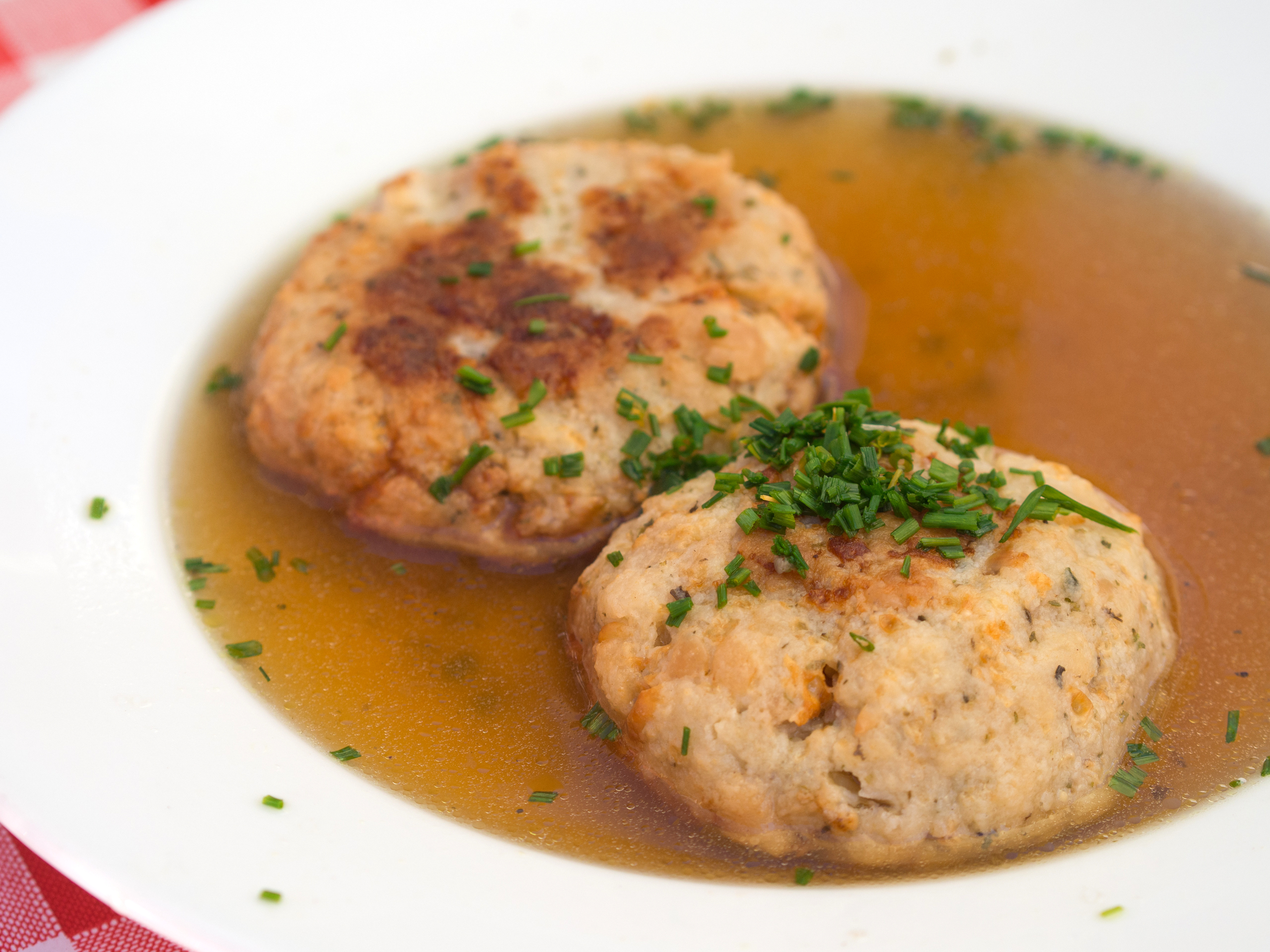
Tiroler Käseknödelsuppe, caldo claro servido con albóndigas de pan y queso